# RC Bystrc

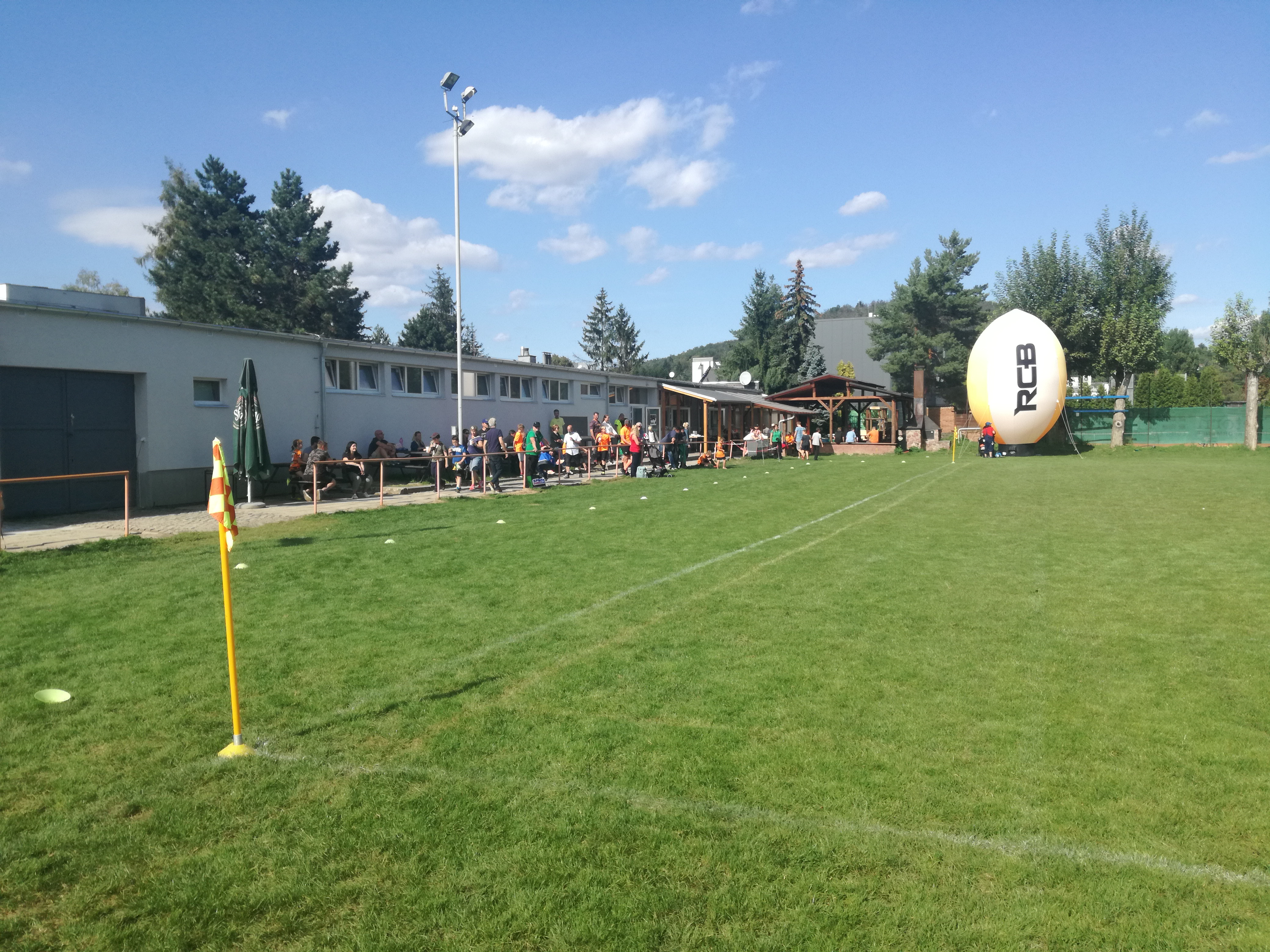
Areál Ondřeje Sekory - hřiště RCB v Brně-Bystrci

RC Bystrc, nebo také Rugby Club Brno Bystrc (RCB) je brněnský ragbyový klub, druhý největší na Moravě, založený v roce 1953 jako Slavia VŠ Brno. Klubové barvy jsou oranžová a černá. Klub sídlí v Areálu Ondřeje Sekory, českého malíře a spisovatele a zakladatele Československého rugby.

## Adresa
Jakuba Obrovského 2, 635 00 Brno-Bystrc.

## Prezident klubu
Ing. Pavel Holeček

## Bývalé názvy
- Slavia VŠ Brno (1953-59)
- Slavia VSŽ Brno (1960-75)
- Ingstav Brno (1976-81)
- Lokomotiva-Ingstav Brno (1982-99)
- RC Brno Bystrc (2000–dosud)